# Eclipse lunar de 15 de abril de 2014
| Eclipse Lunar Total 15 de abril de 2014 | Eclipse Lunar Total 15 de abril de 2014 |
| --- | --------------------------------------- |
| Máximo do eclipse visto de Lomita, Califórnia - 7:44 UTC                                                                                                  |                                         |
| A Lua passando pela metade sul do cone de sombra da Terra, de oeste para leste (da direita para a esquerda), com o disco lunar recebendo tom avermelhado. |                                         |
| Gamma | -0,3017                                 |
| Saros (e membro) | 122 (56 de 75)                          |
| Sequência de eclipses lunares |                                         |
| Anterior | 18 de outubro de 2013                   |
| Próximo | 8 de outubro de 2014                    |
| Duração (hr:mn:sc) |                                         |
| Total | 1:17:48                                 |
| Parcial | 3:34:43                                 |
| Penumbral | 5:43:53                                 |
| Fases e Horários do Eclipse (UTC) |                                         |
| P1 | 4:53:40                                 |
| U1 | 5:58:19                                 |
| U2 | 7:06:46                                 |
| Máximo | 7:45:39                                 |
| U3 | 8:24:34                                 |
| U4 | 9:33:02                                 |
| P4 | 10:37:33                                |
| A Lua cruzou o cone de sombra na constelação de Virgem, próximo à estrela Spica e também próximo ao planeta Marte, ligeiramente ocidental na eclíptica.   |                                         |

O eclipse lunar de 15 de abril de 2014 foi um eclipse total, o primeiro de dois eclipses lunares do ano. Marcou também o primeiro de uma série de quatro eclipses totais consecutivos, conhecida como tétrade, com dois eclipses em cada ano - 2014 e 2015. Os eclipses totais subsequentes da tétrade são os de 8 de outubro de 2014, 4 de abril de 2015 e 28 de setembro de 2015. Essa sequência de eclipses totais foi, por vezes, apelidada de "sequência de luas vermelhas", e ainda "Luas de Sangue". Bem como os eclipses totais são geralmente chamados de "luas vermelhas".
A última vez que ocorreu uma tétrade foi entre 2003 e 2004.
Teve magnitude umbral de 1,2907 e penumbral de 2,3182. Sua duração foi de quase 78 minutos.
A Lua cruzou a metade sul do cone de sombra da Terra, em nodo ascendente, dentro da constelação de Virgem, onde esteve muito próximo à estrela Spica. Também se aproximou do planeta Marte, que estava em oposição ao Sol, e situada um pouco mais a oeste da lua vermelha.
Como o disco lunar passou mais próximo do centro da sombra terrestre (um pouco mais ao sul do local), a superfície da Lua próxima dela, na parte norte, estava mais avermelhada e escura que a média.

## Relação com a profecia
A partir de 2008, os pastores cristãos norte-americanos John Hagee e Mark Biltz começaram a ensinar "profecias de lua de sangue": Biltz disse que a Segunda vinda de Jesus ocorreria no final da tétrade que começou com o eclipse de abril de 2014, enquanto Hagee disse apenas que a tétrade é Um sinal de algo significativo. A ideia ganhou atenção na mídia popular nos Estados Unidos, e provocou uma resposta do programa de rádio científico Earth & Sky.  De acordo com o site Christian Today, apenas um "pequeno grupo de cristãos" viu o eclipse ter um significado religioso, apesar da atenção gerada.

### Relação dos eclipses com a tétrade
O eclipse de 15 de abril marcou um novo ciclo conhecido como tétrade, ou seja, quatro eclipses totais consecutivos sem eclipses parciais no meio. Haverá outros eclipses durante a tétrade a cada seis ciclos lunares - em 8 de outubro de 2014, 4 de abril de 2015, e 28 de setembro de 2015. A série do ano lunar repete após 12 ciclos (lunações), ou 354 dias, causando uma mudança de data quando comparado ao calendário solar. Esta mudança significa que a sombra da Terra se moverá cerca de 11 graus a oeste em cada eclipse subsequente.
Esta tétrade começou durante o nodo ascendente da órbita da Lua. É a primeira tétrade desde a série 2003–04, quando ocorreram os eclipses totais de 16 de maio de 2003, 9 de novembro de 2003, 4 de maio de 2004, e 28 de outubro de 2004.
A próxima série será de 2032 a 2033, com os eclipses totais de 25 de abril de 2032, 18 de outubro de 2032, 14 de abril de 2033, e 8 de outubro de 2033.

## Série Saros
Eclipse pertencente ao ciclo lunar Saros de série 122, sendo este de número 56, totalizando 75 eclipses na série. O eclipse anterior da série foi o eclipse total de 4 de abril de 1996, e o próximo será com o eclipse total de 25 de abril de 2032, que marcará o início da próxima temporada de tétrades.

## Visibilidade
Foi visível sobre o Pacífico, Américas, Atlântico, Nova Zelândia, quase toda a Austrália e extremo noroeste da África.
Sendo que o eclipse foi visivel na sua totalidade ao longo do sudeste do Pacífico, de onde foi visível por volta da meia-noite. No Pacífico Ocidental, a primeira metade do eclipse ocorreu antes do nascer da Lua.
Durante a lua vermelha, o espaço celeste à sua volta estava repleto de fenômenos astronômicos observacionais. Marte ficou em oposição, sendo visível com magnitude -1.5, localizado cerca de 9,5° a noroeste da Lua. A estrela Spica, da constelação de Virgem, ficou situada 2° para o oeste, enquanto a estrela Arcturus estava 32° ao norte. Saturno ficou 26° à leste e Antares, estrela mais brilhante da constelação de Escorpião, situou-se 44° à sudeste.
A Lua entrou na sombra penumbral da Terra às 4:54 UTC e a sombra umbral às 5:58. A totalidade durou 1 hora e 18 minutos, das 7:07 às 8:25. O momento máximo do eclipse ocorreu às 7h47 UTC. Nesse ponto, o zênite da Lua foi de aproximadamente 3.000 km (1.900 mi) a sudoeste das Ilhas Galápagos, no Pacífico. A Lua deixou a sombra do umbra às 9:33 e a sombra da penumbra às 10:38.
O pico da magnitude umbral foi de 1,2907, momento em que a parte norte da Lua estava a 1,7 arco-minutos ao sul do centro da sombra da Terra, ganhando tonalidade mais escura e vermelha, enquanto a parte sul estava a 40.0 minutos do centro. A gama do eclipse foi de -0,3017.
| Região do planeta onde o eclipse foi visível durante o máximo da totalidade - 7:46 UTC. O sudeste do Pacífico obteve a melhor observação do meio do eclipse, de onde foi visível à meia-noite. | Região do planeta onde o eclipse foi visível durante o máximo da totalidade - 7:46 UTC. O sudeste do Pacífico obteve a melhor observação do meio do eclipse, de onde foi visível à meia-noite. |
| --- | --- |
| Gráfico do eclipse - NASA | O planeta Marte estava perto da oposição, como mostrado neste movimento geocentrado de Marte, de 2003 a 2018.                                                                                  |
| Mapa de visibilidade do eclipse | |

## Galeria

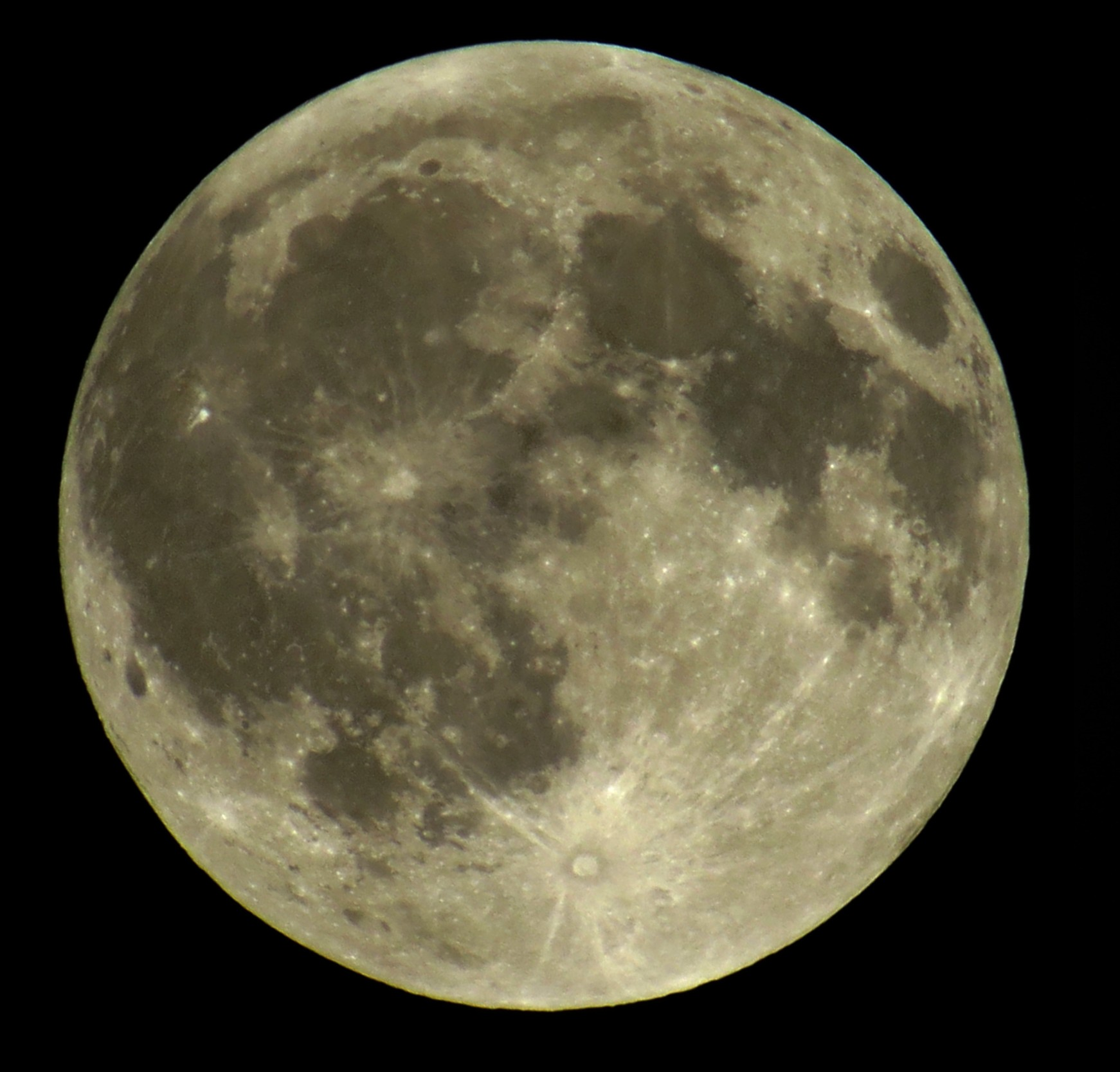
Lua cheia pré-eclipse em Minneapolis, Minnesota (EUA), 3:50 UTC
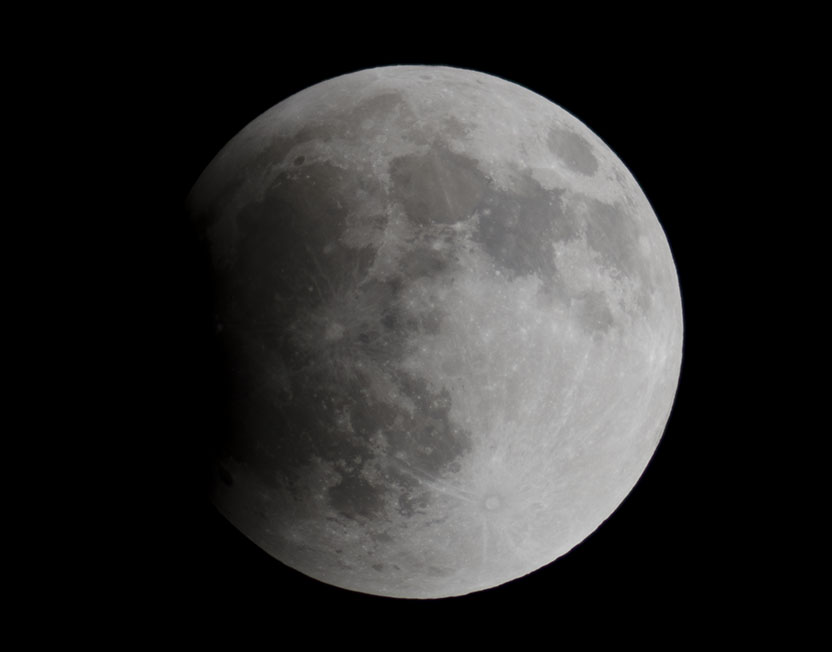
Albuquerque, Novo México (EUA), 6:02 UTC
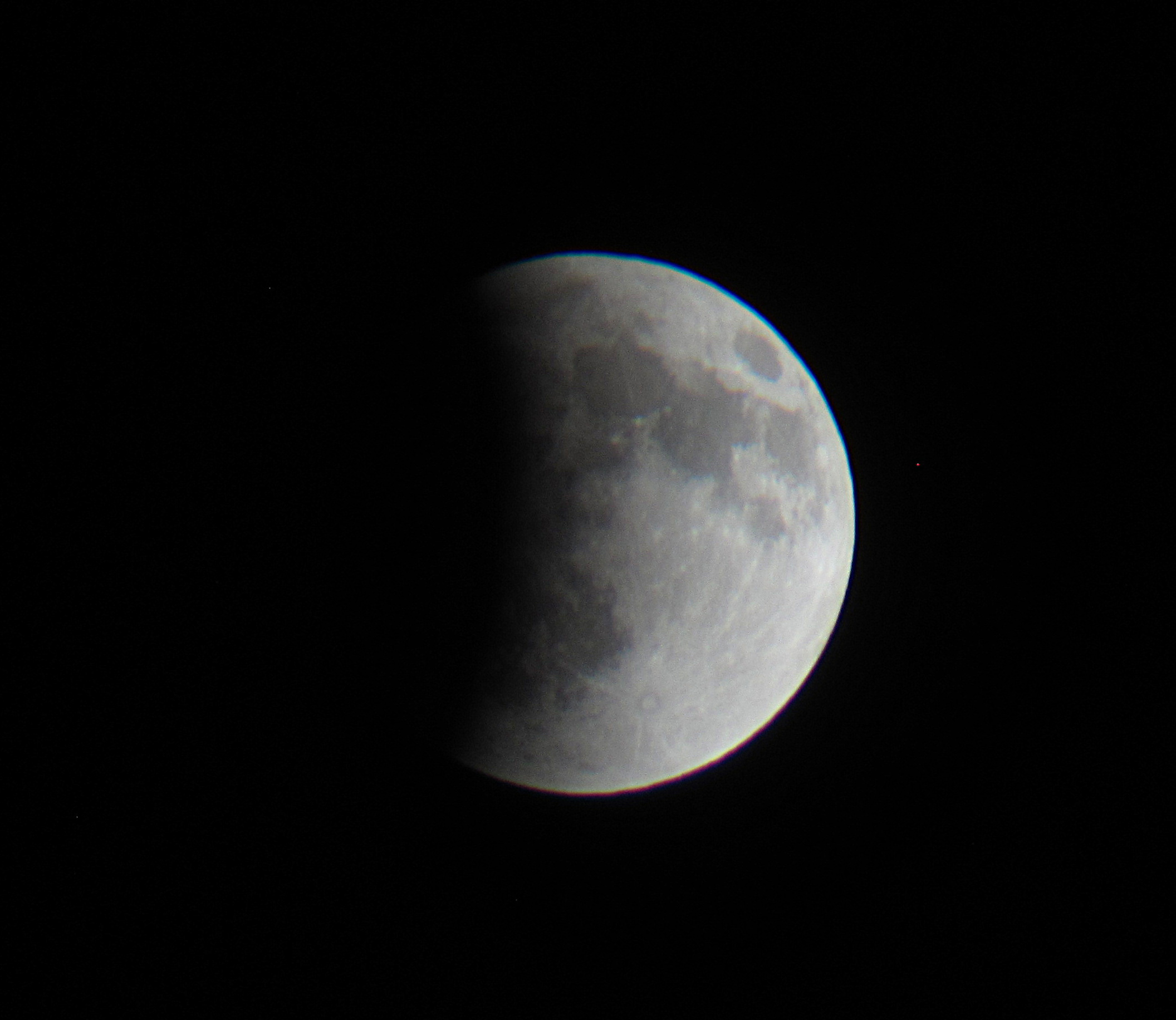
Winnipeg, Manitoba (Canadá), 6:28 UTC
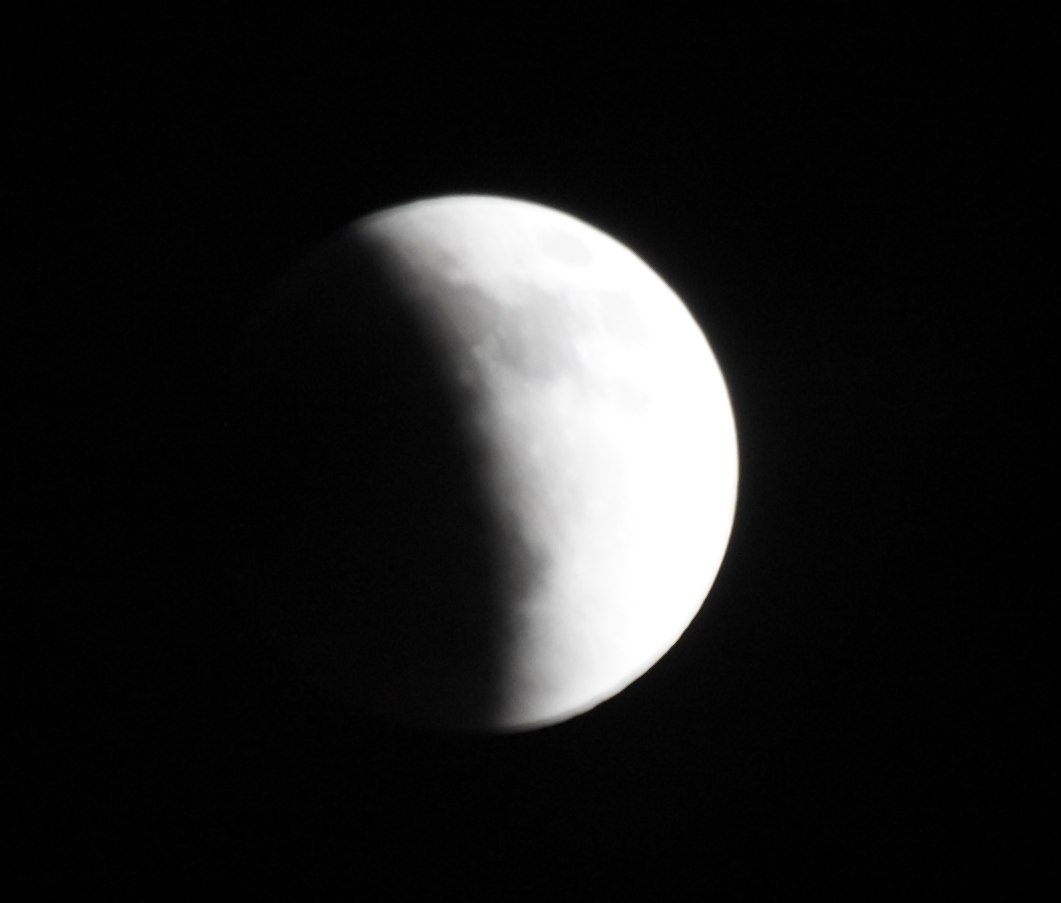
Rosemead, Califórnia (EUA), 6:30 UTC
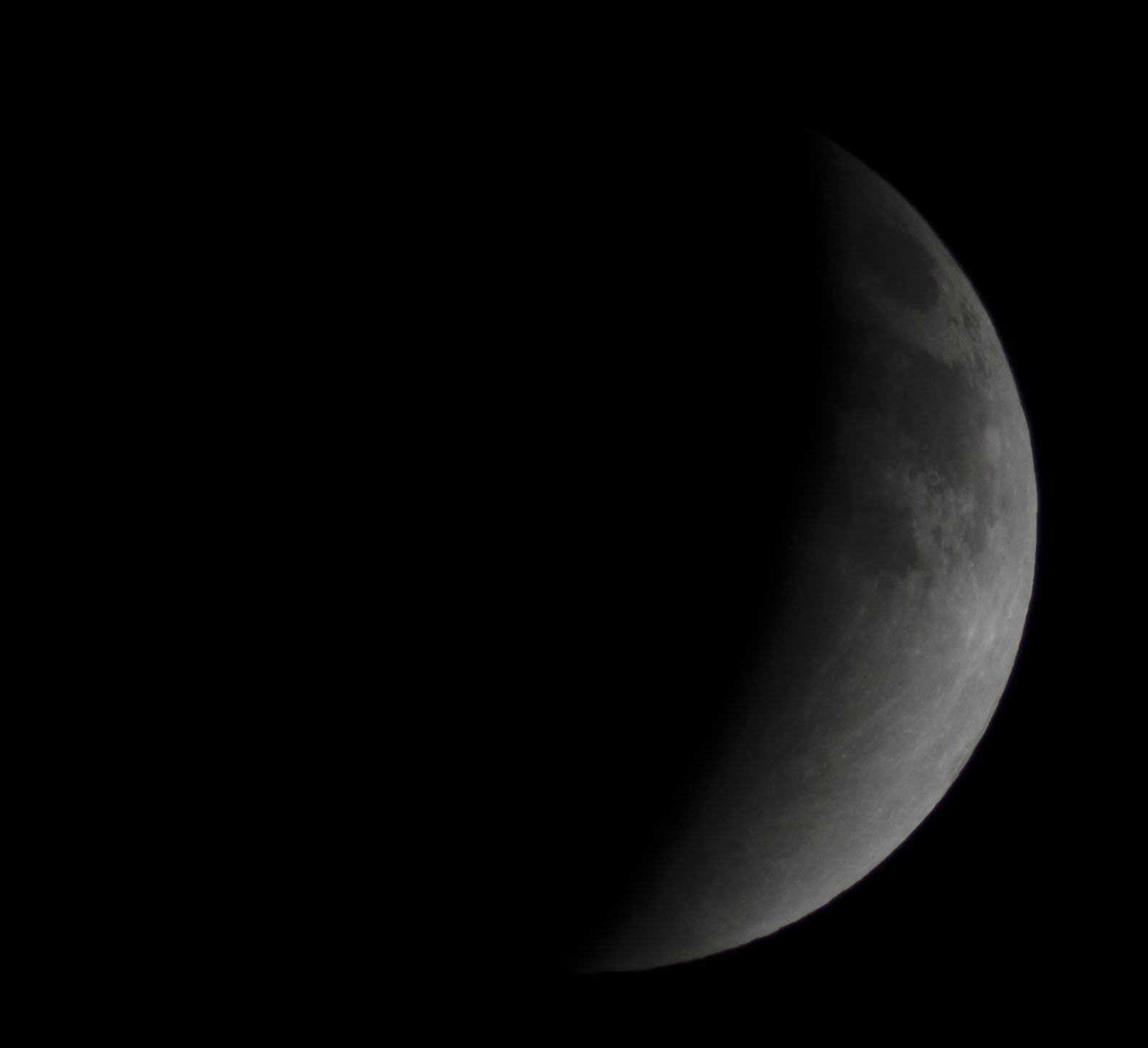
Albuquerque, Novo México (EUA), 6:45 UTC
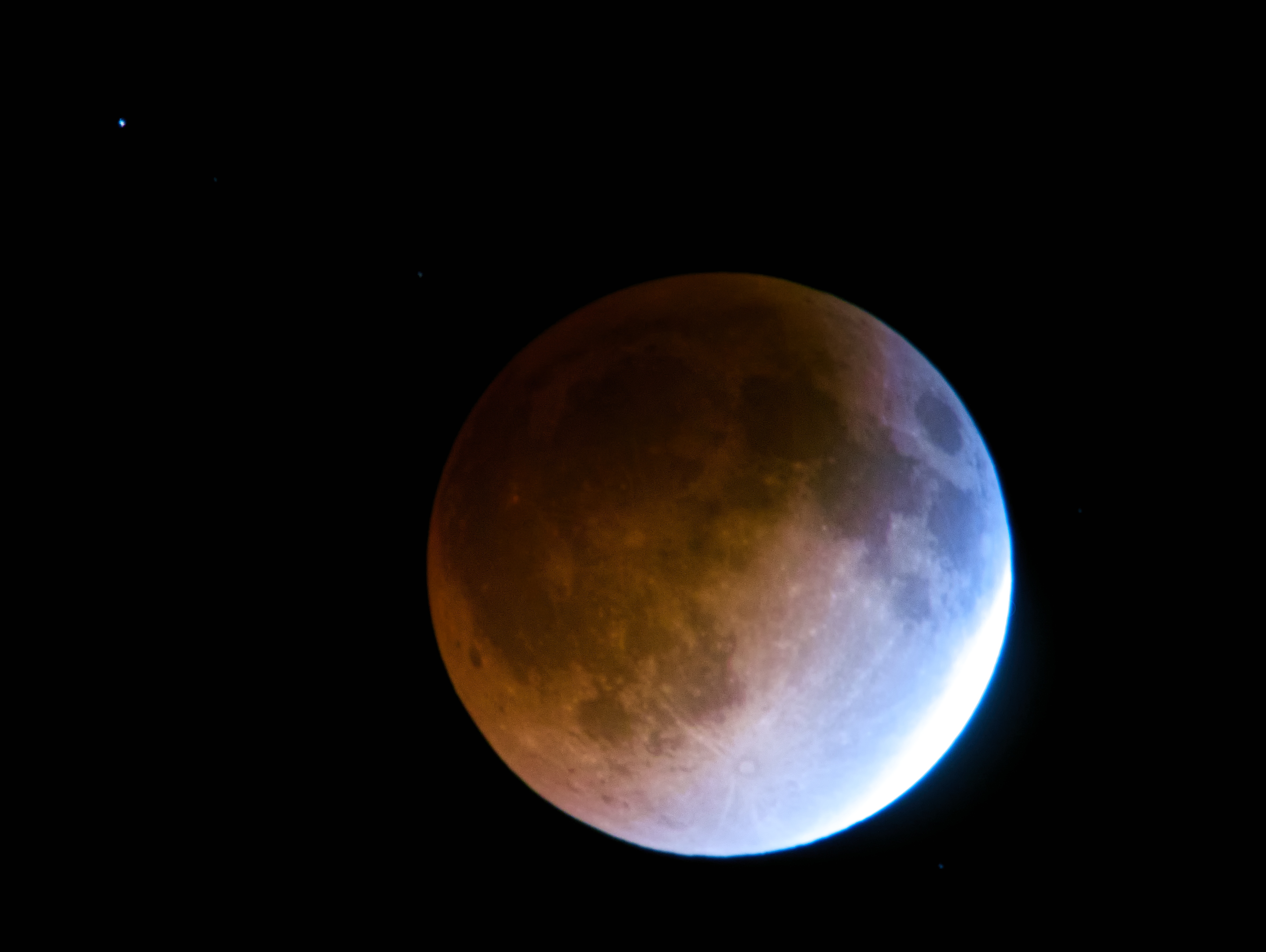
New Braunfels, Texas (EUA), 7:02 UTC
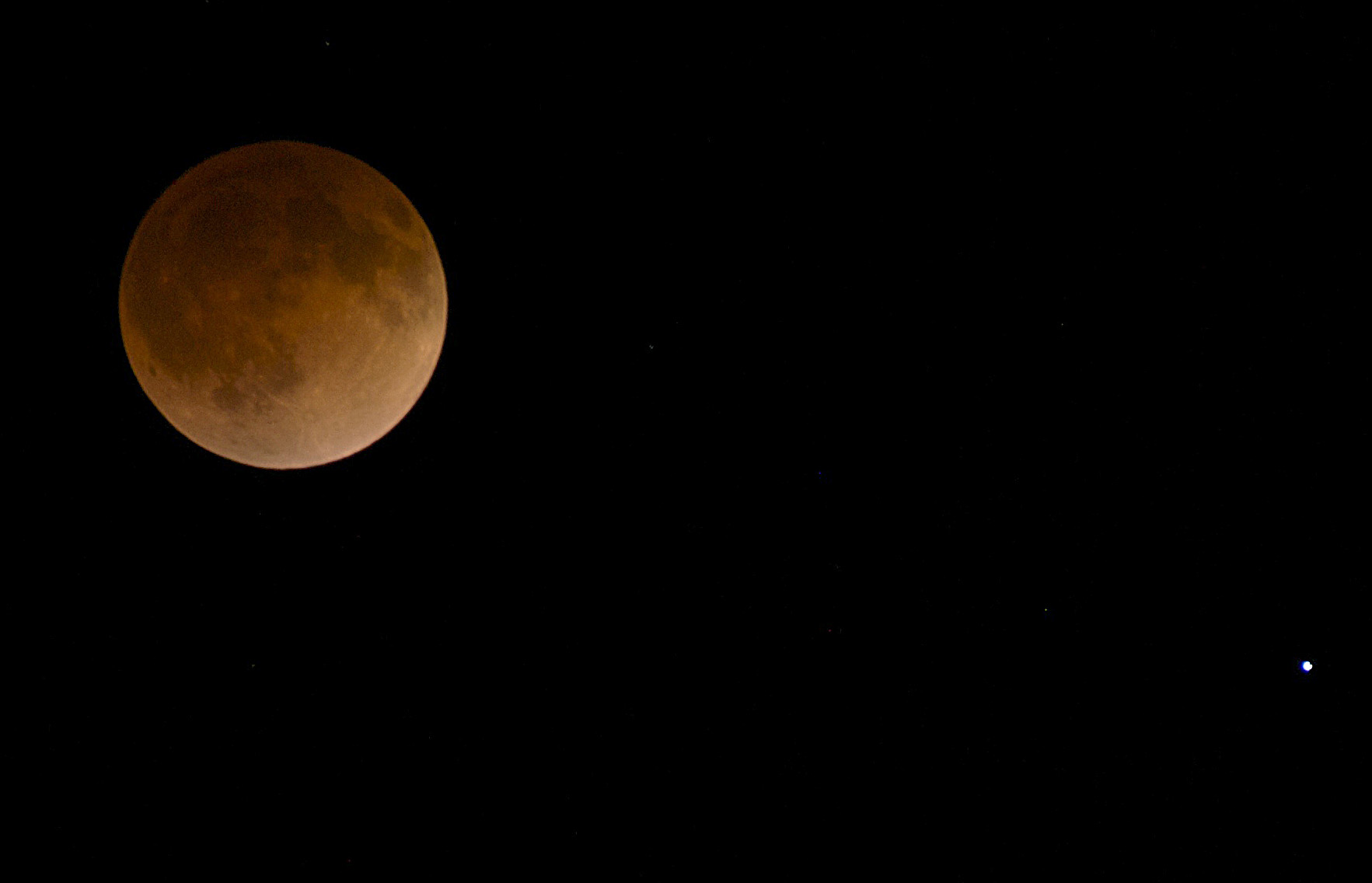
West Valley City, Utah (EUA), 7:29 UTC Lua em conjunção com Spica
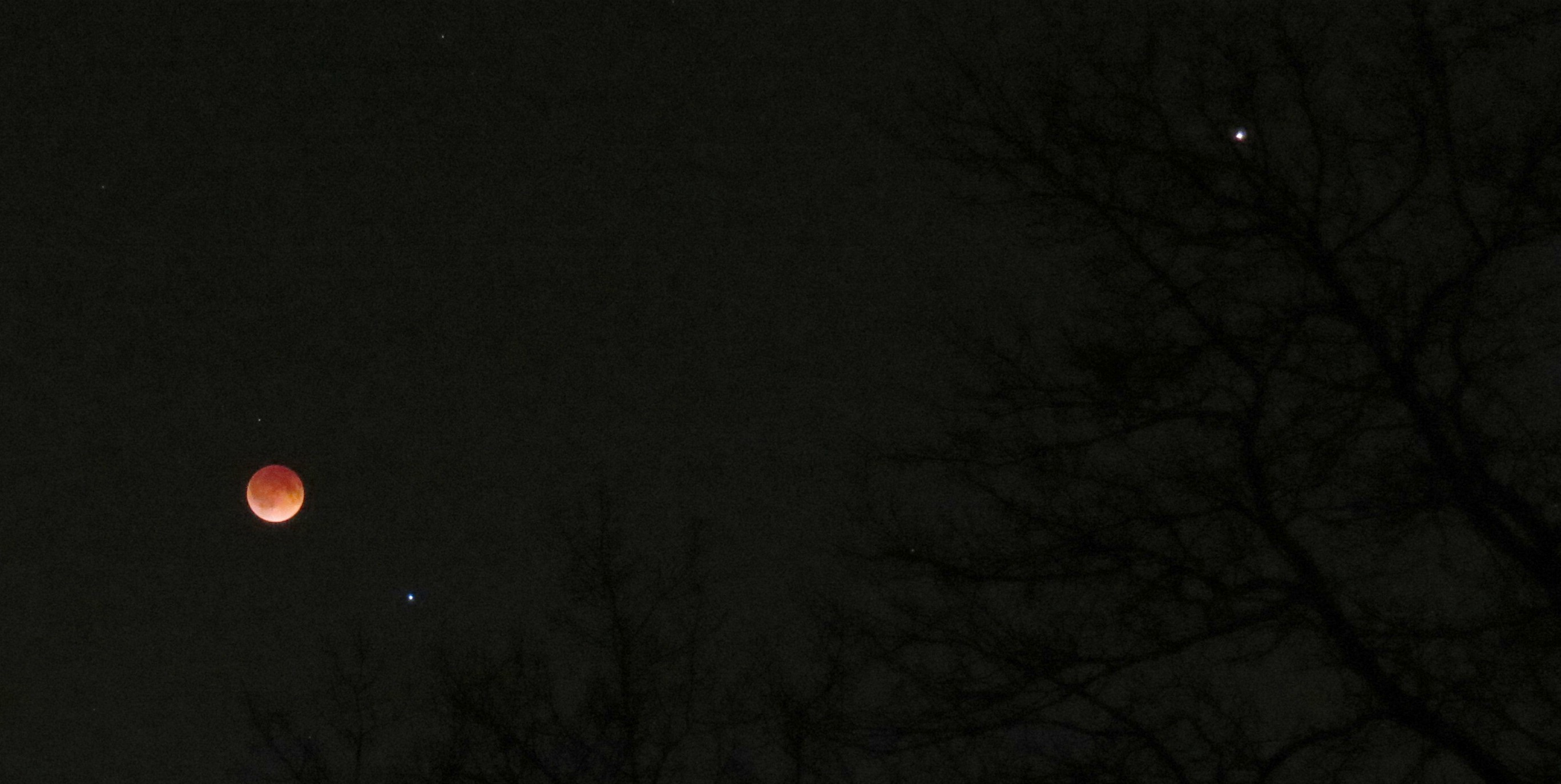
Minneapolis, Minnesota, 7:40 UTC Lua vermelha em ângulo próximo com Marte
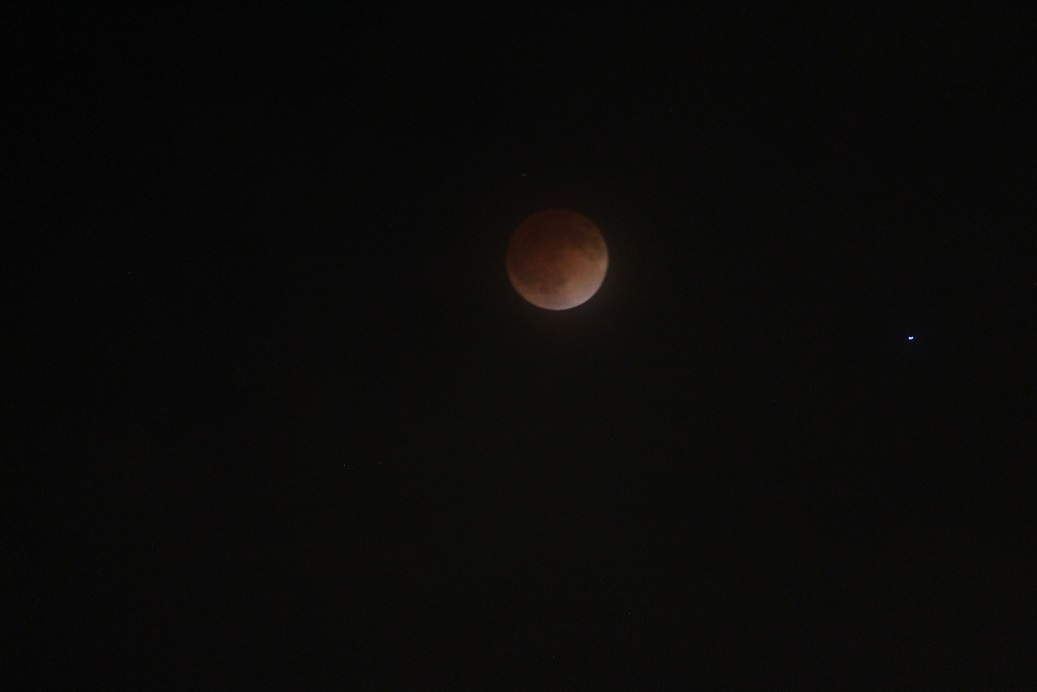
Tustin, Califórnia (EUA), 7:40 UTC
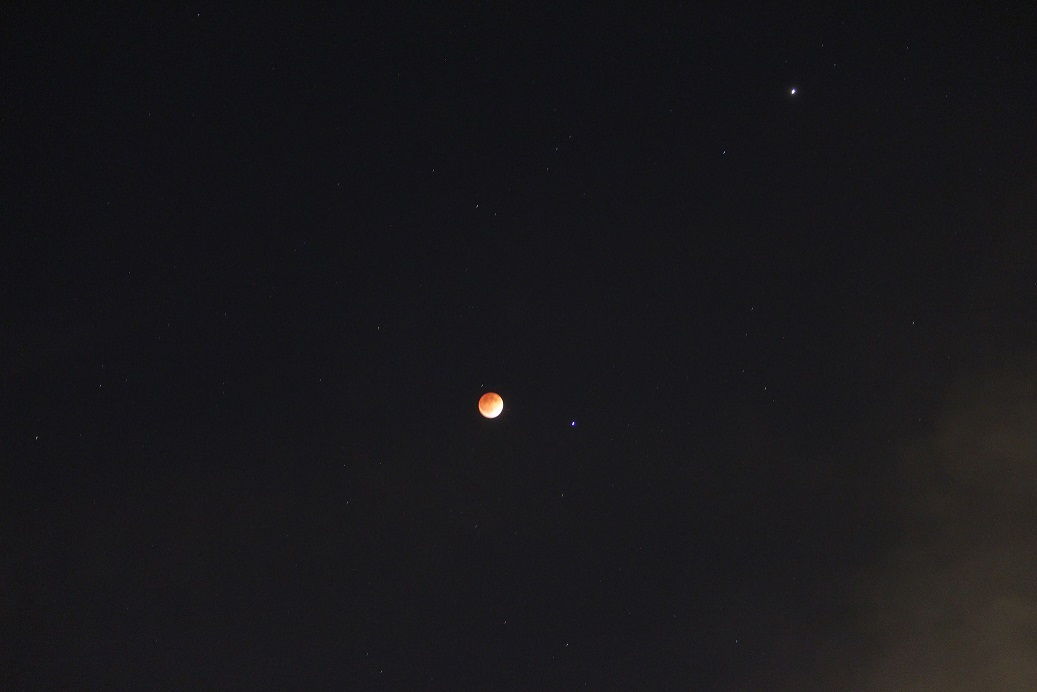
Tustin, Califórnia, 7:40 UTC
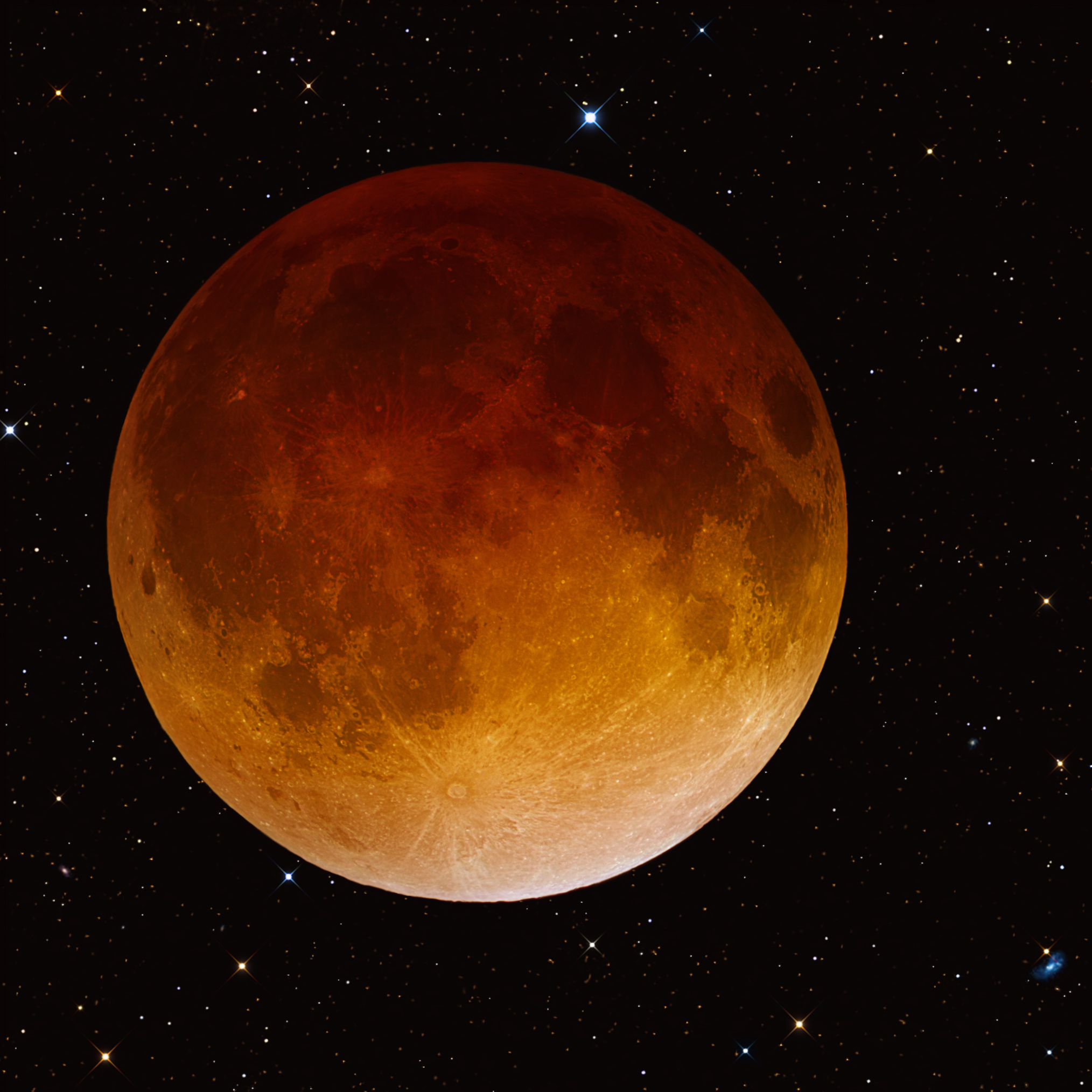
Charleston, WV (EUA), 7:44 UTC O eclipse lunar completo por R. Jay GaBany
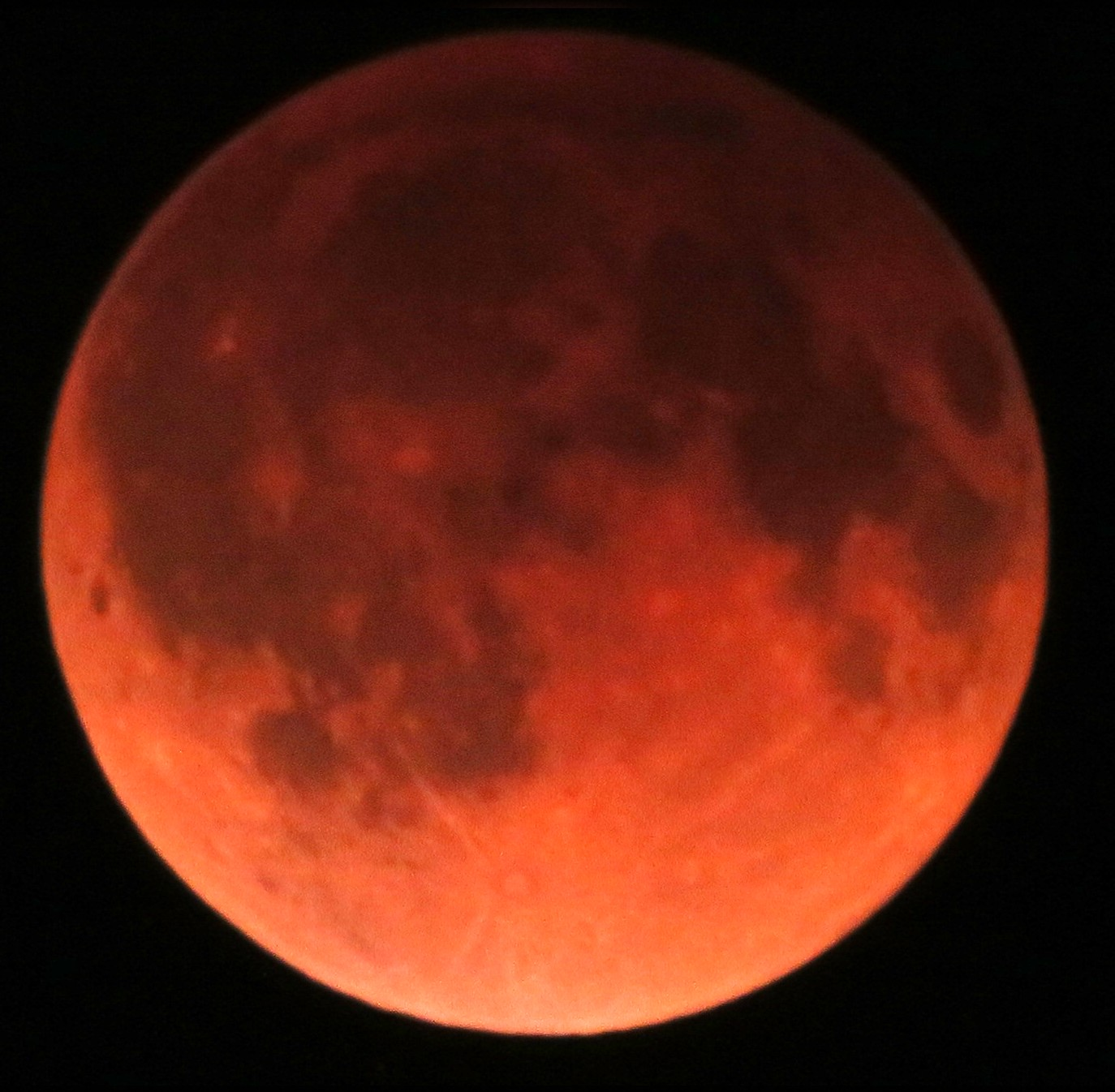
Minneapolis, Minnesota, 7:46 UTC
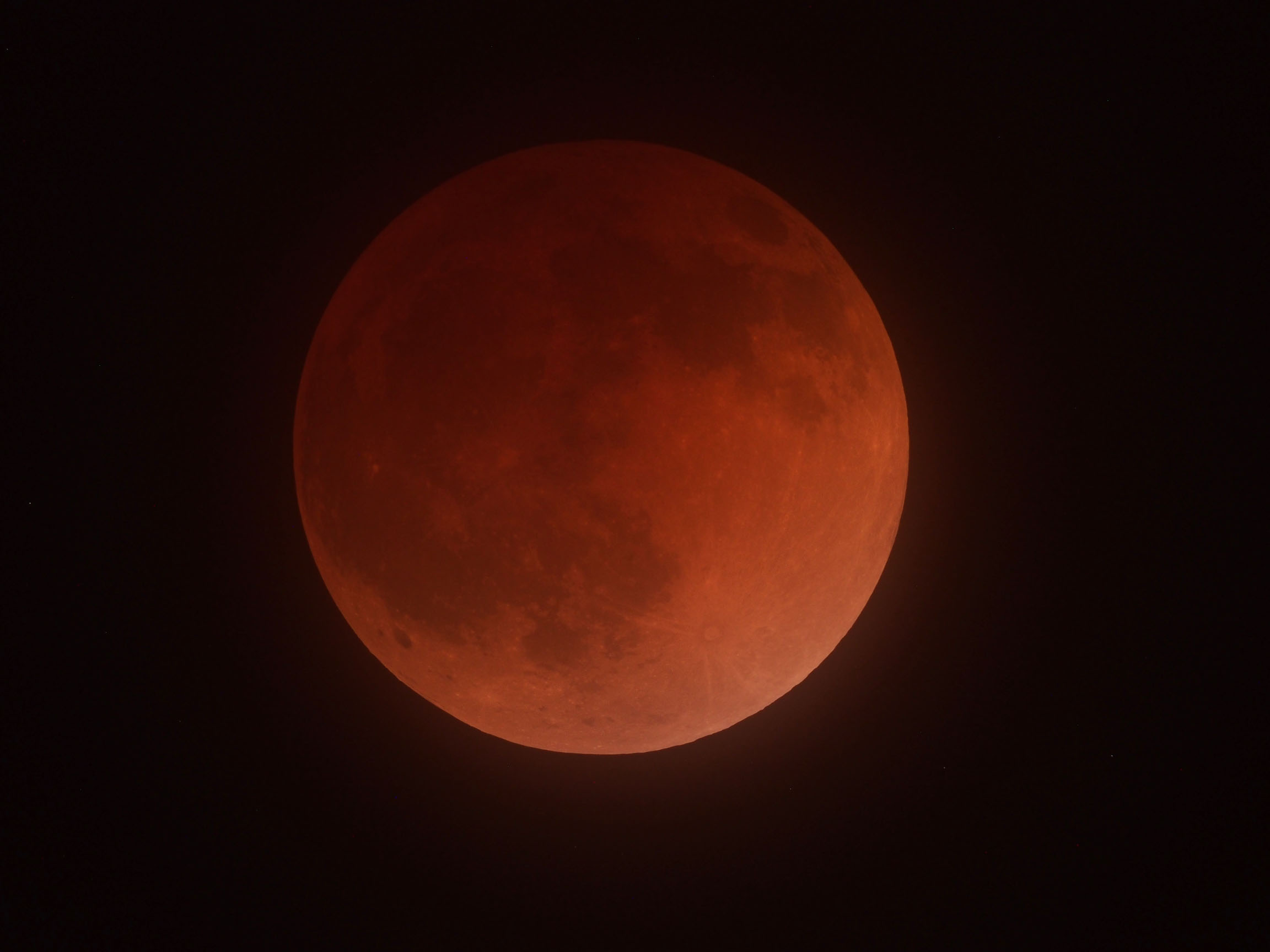
San Jose, Califórnia (EUA), 7:46 UTC
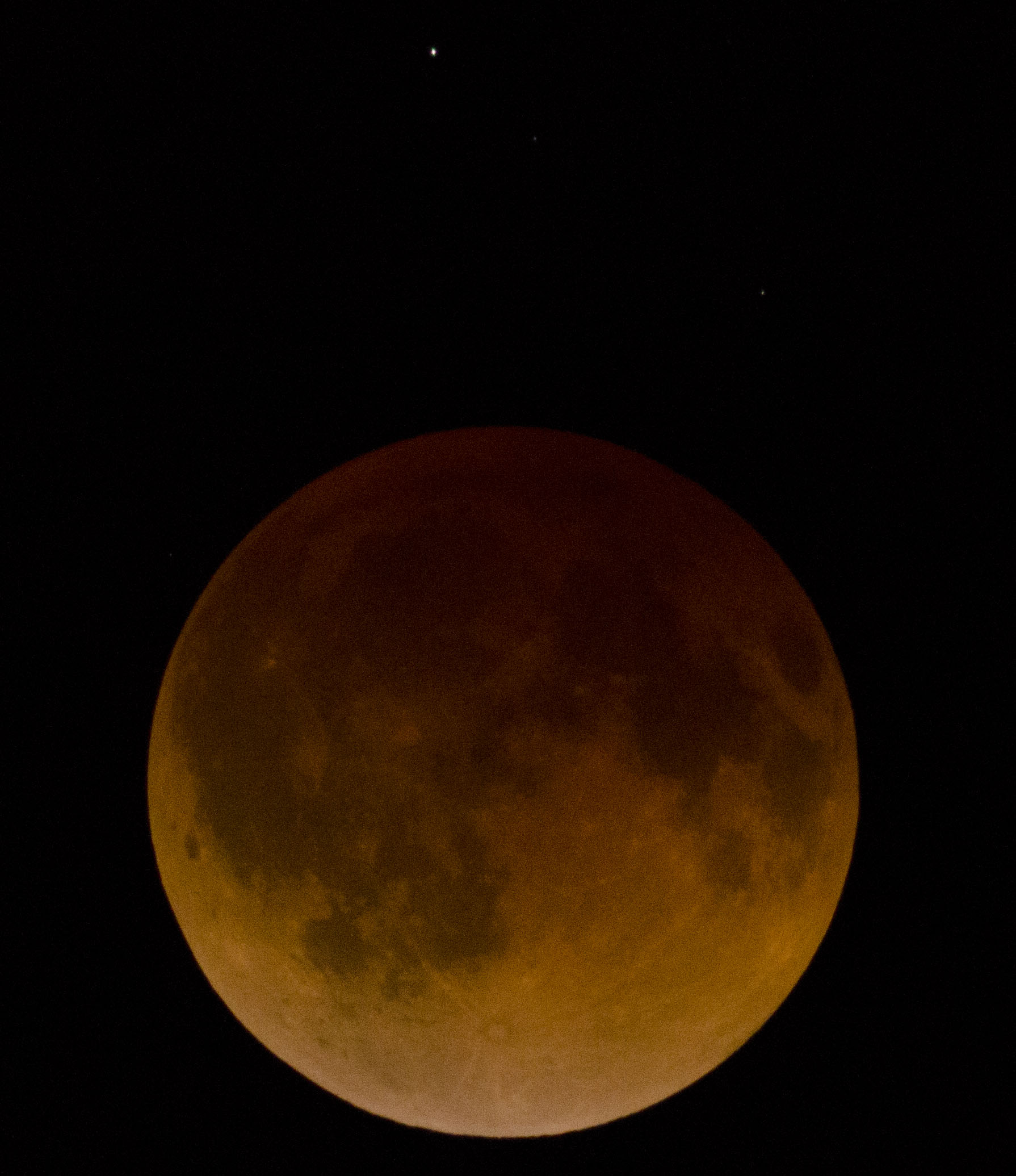
Albuquerque, Novo México (EUA),  7:49 UTC
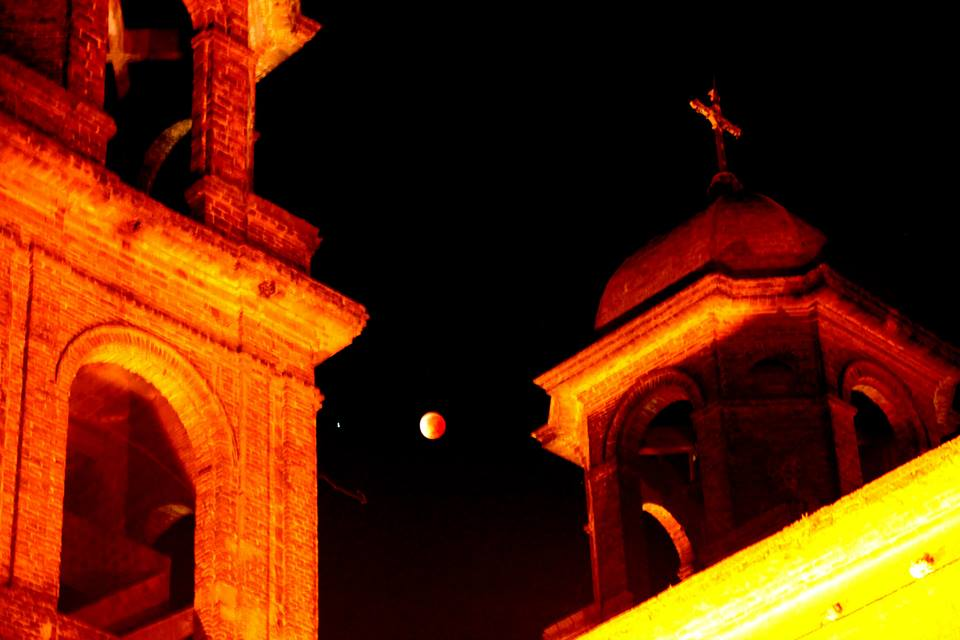
Lua vermelha entre as torres da igreja, em Dolores, Uruguai
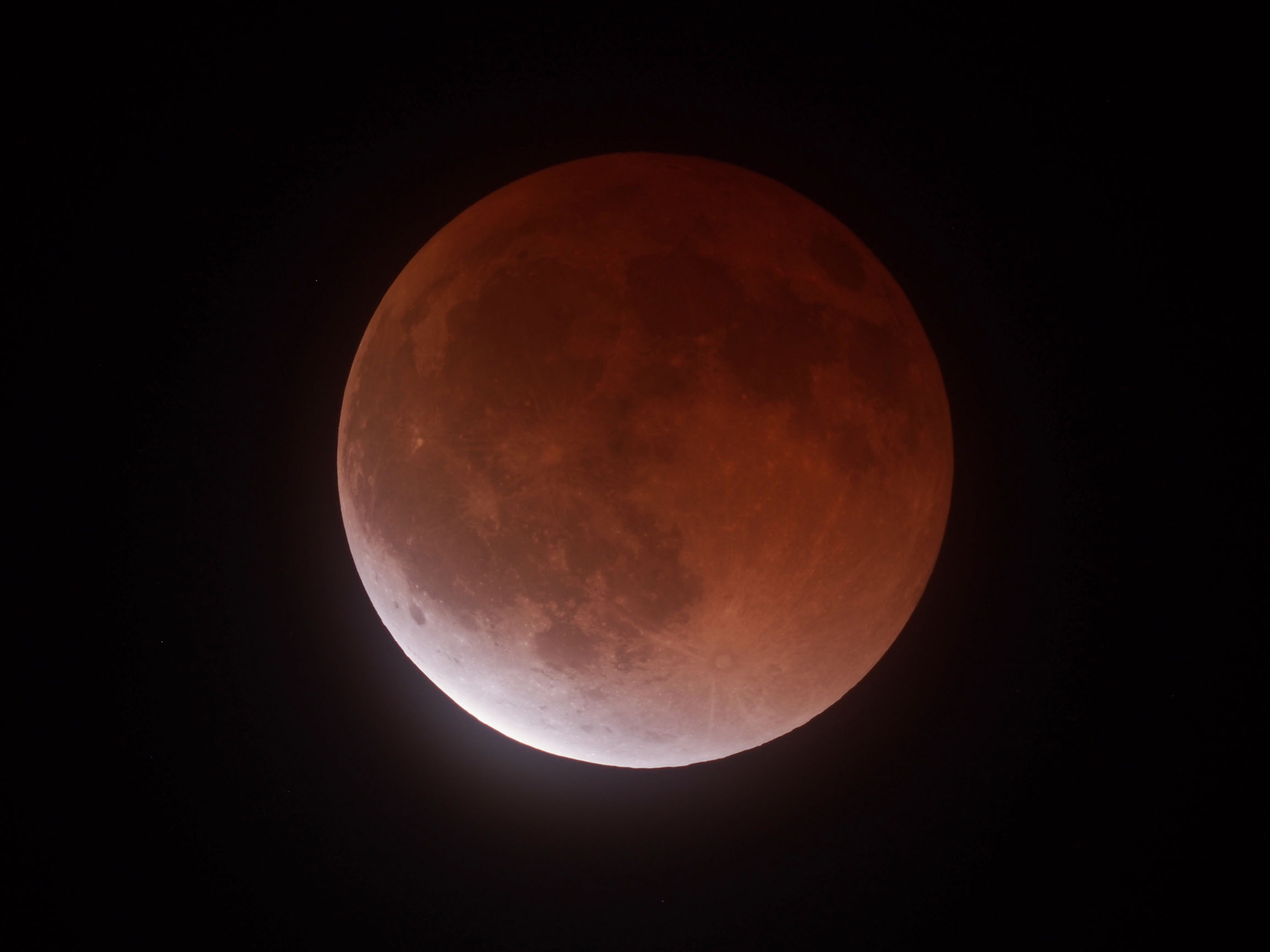
San Jose, Califórnia (EUA), 8:23 UTC Fim da totalidade
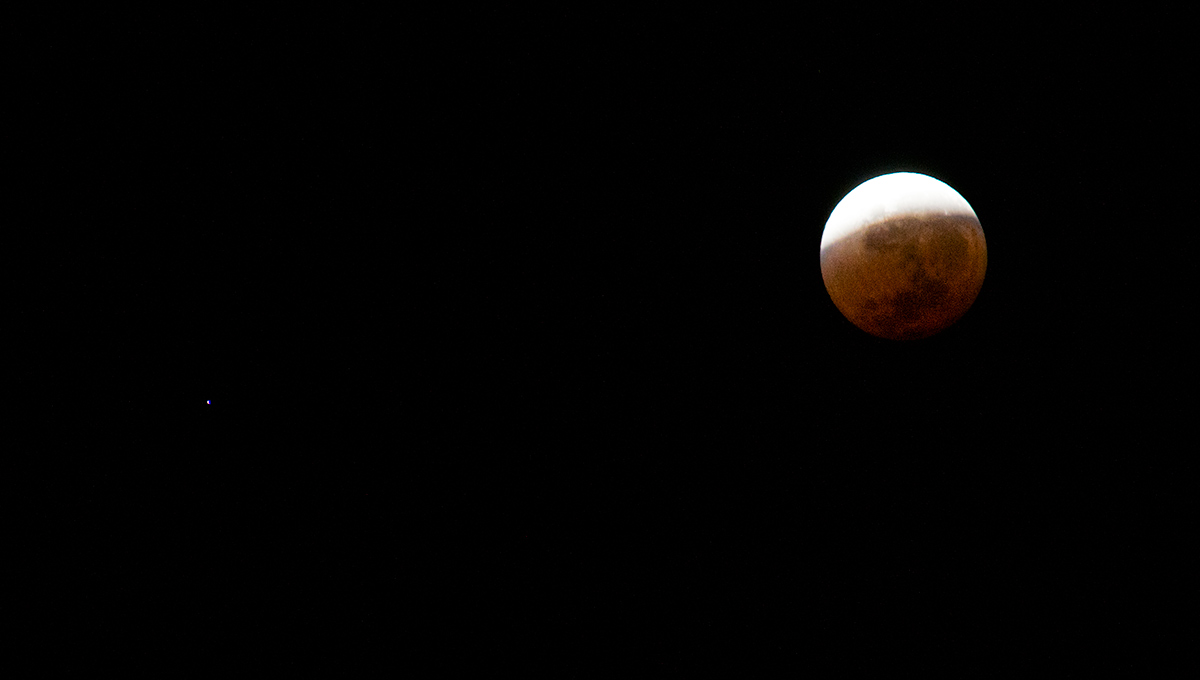
Logo após o fim da totalidade em Montevidéu, Uruguai, 8:43 UTC
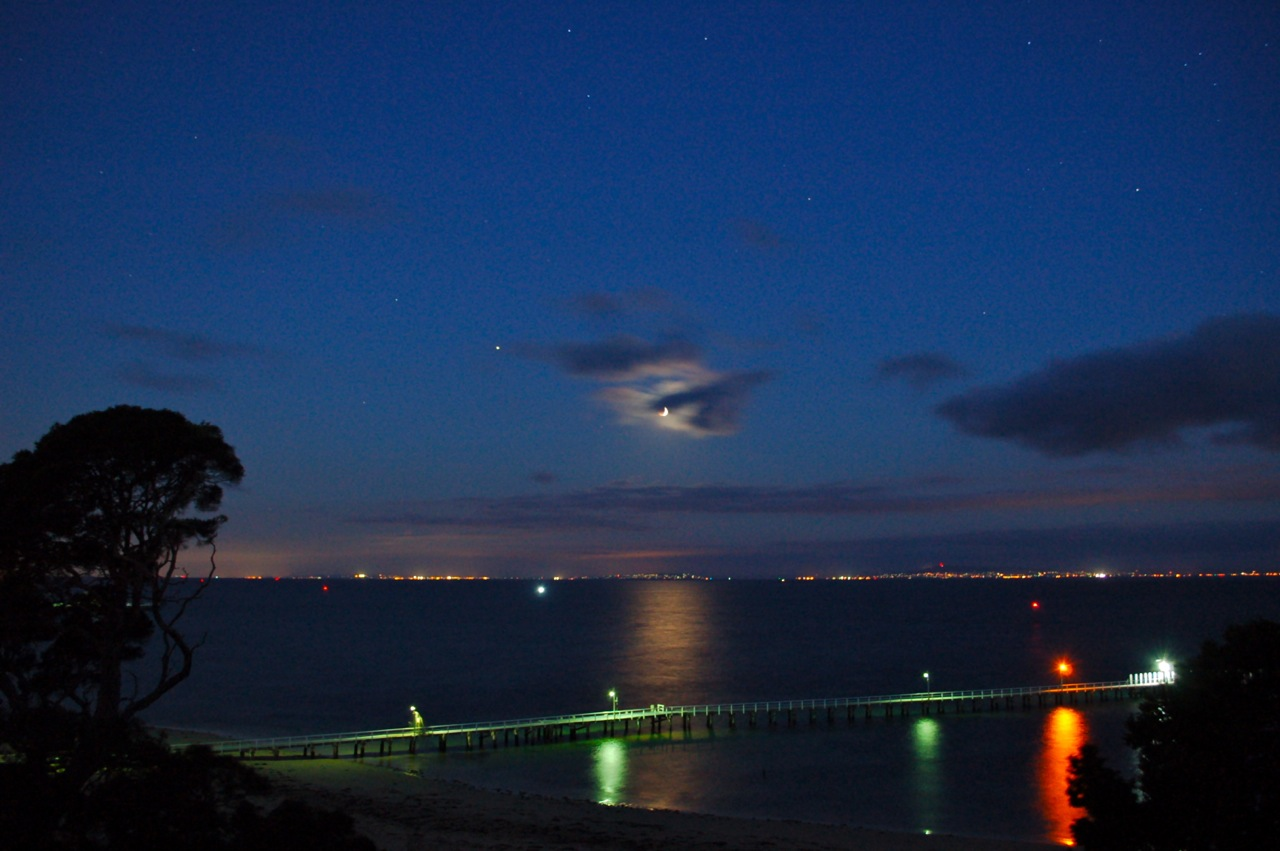
Queenscliff, Victoria (Austrália), 9:14 UTC
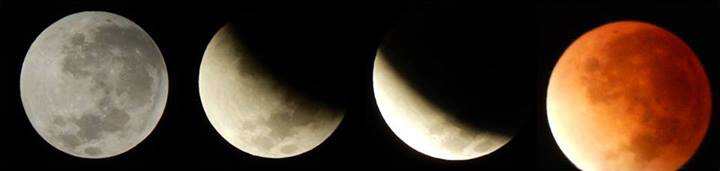
Evolução do eclipse em Montevidéu, Uruguai

## Antecedentes
Um eclipse lunar ocorre quando a Lua passa dentro da umbra da Terra (sombra). Quando o eclipse começa, a sombra da Terra escurece gradualmente a Lua.  Então, a sombra começa a "cobrir" parte da Lua, se apresentando com uma cor vermelha-escura (isso geralmente, pois a cor e a tonalidade pode variar de acordo com as condições atmosféricas). A Lua parece ser avermelhada devido à dispersão de Rayleigh (o mesmo efeito que faz com que o pôr-do-Sol apareça avermelhado) e a refração da luz pela atmosfera terrestre em sua sombra.
A simulação abaixo mostra a visão aproximada da Lua que cruza a sombra da Terra. A porção norte da Lua estava mais próxima do centro da sombra, tornando-a mais escura e de aparência mais vermelha, enquanto a região sul do disco estava ligeiramente mais clara e brilhante.

## Horários do Eclipse
| Eventos | Eventos           | Noite de 8 de outubro (quarta) | Noite de 8 de outubro (quarta) | Noite de 8 de outubro (quarta) | Noite de 7 de outubro (terça) | Noite de 7 de outubro (terça) | Madrugada / Manhã de 8 de outubro (quarta) | Madrugada / Manhã de 8 de outubro (quarta) | Madrugada / Manhã de 8 de outubro (quarta) | Madrugada / Manhã de 8 de outubro (quarta) | Madrugada / Manhã de 8 de outubro (quarta) | Madrugada / Manhã de 8 de outubro (quarta) | Madrugada / Manhã de 8 de outubro (quarta) | Madrugada / Manhã de 8 de outubro (quarta) |
| P1      | Início Penumbral* | N/D†                           | 7:16 pm                        | 9:16 pm                        | 11:16 pm                      | 12:16 am                      | 1:16 am                                    | 2:16 am                                    | 3:16 am                                    | 4:16 am                                    | 5:16 am                                    |                                            |                                            |                                            |
| U1      | Início Parcial    | N/D†                           | 8:15 pm                        | 10:15 pm                       | 12:15 am                      | 1:15 am                       | 2:15 am                                    | 3:15 am                                    | 4:15 am                                    | 5:15 am                                    | 6:15 am                                    |                                            |                                            |                                            |
| U2      | Início Total      | 6:25 pm                        | 9:25 pm                        | 11:25 pm                       | 1:25 am                       | 2:25 am                       | 3:25 am                                    | 4:25 am                                    | 5:25 am                                    | 6:25 am                                    | 7:25 am                                    |                                            |                                            |                                            |
|         | Máximo do Eclipse | 6:55 pm                        | 9:55 pm                        | 11:55 pm                       | 1:55 am                       | 2:55 am                       | 3:55 am                                    | 4:55 am                                    | 5:55 am                                    | 6:55 am                                    | N/D†                                       |                                            |                                            |                                            |
| U3      | Término Total     | 7:24 pm                        | 10:24 pm                       | 12:24 am                       | 2:24 am                       | 3:24 am                       | 4:24 am                                    | 5:24 am                                    | 6:24 am                                    | N/D†                                       | N/D†                                       |                                            |                                            |                                            |
| U4      | Término Parcial   | 8:34 pm                        | 11:34 pm                       | 1:34 am                        | 3:34 am                       | 4:34 am                       | 5:34 am                                    | 6:34 am                                    | N/D†                                       | N/D†                                       | N/D†                                       |                                            |                                            |                                            |
| P4      | Término Penumbral | 9:34 pm                        | 12:34 am                       | 2:34 am                        | 4:34 am                       | 5:34 am                       | 6:34 am                                    | N/D†                                       | N/D†                                       | N/D†                                       | N/D†                                       |                                            |                                            |                                            |

† A Lua não foi visível durante esta parte do eclipse neste fuso horário.
* A fase penumbral do eclipse muda a aparência da Lua levemente, quanto ao brilho e escurecimento sutil da superfície, e geralmente não é perceptível.

Pontos de contato lunar relativos às sombras umbral e penumbral da Terra, aqui com a Lua perto de seu nodo descendente

O tempo de eclipses lunares totais é determinado pelos seus contatos:
- P1 (Primeiro contato):   Início do eclipse penumbral. Uma extremidade da Lua já entra na penumbra terrestre.
- U1 (Segundo contato):   Início do eclipse parcial. Uma extremidade da Lua entra na umbra terrestre.
- U2 (Terceiro contato):   Início do eclipse total. A superfície da Lua está inteiramente dentro da umbra da Terra.
- Máximo do Eclipse:   É o estágio máximo do eclipse total. A Lua está no seu ponto mais próximo do centro da umbra da Terra.
- U3 (Quarto contato):   Fim do eclipse total. Uma extremidade da Lua sai da umbra terrestre.
- U4 (Quinto contato):   Fim do eclipse parcial. Uma extremidade da Lua sai da penumbra terrestre.
- P4 (Sexto contato):   Fim do eclipse penumbral. A Lua já sai totalmente da penumbra da Terra.